# Азаматовське сільське поселення
Азама́товське сільське поселення (рос. Азаматовское сельское поселение) — муніципальне утворення у складі Алнаського району Удмуртії, Росія. Адміністративний центр — присілок Азаматово.
Площа поселення 88,68 км², з них лісів 9,9 км².
Розформоване 9 травня 2021 року законом Удмуртської Республіки за 23 квітня 2021 року № 27-РЗ через переформування муніципального району на муніципальний округ.

## Історія
Азаматовська сільрада була утворена 1924 року у складі Алнаської волості Можгинського повіту Вотської АО. 1929 року, після ліквідації волостей, сільрада увійшла до складу новоствореного Алнаського району. В кінці 1920-их років був заснований виселок Васильєво, який указом президії ВР Удмуртської АРСР від 5 червня 1941 року був ліквідований. Указом президії ВР Удмуртської АРСР від 4 жовтня 1950 року зі складу Чемошур-Куюківської сільради було передано виселок Холодний Ключ та починок Мочаловка. Указом президії ВР Удмуртської АРСР від 28 квітня 1951 року до складу Алнаської сільради було передано присілок Абишево. 1954 року була ліквідована Чемошур-Куюківська сільрада, а її населені пункти увійшли до складу Азаматовської сільради. Указом президії ВР Удмуртської АРСР від 2 серпня 1960 року зі складу Варзі-Ятчинської сільради було передано присілки Кузюмово, Лебедевка та Чемошур-Куюк. З 5 березня 1963 по 16 листопада 1965 років, у зв'язку з ліквідацією Алнаського району, Азаматовська сільрада перебувала у складі Можгинського району. Постановою президії ВР Удмуртської АРСР від 1 липня 1964 року присілок Жакгурт був перейменований у Сосновку. Указом президії ВР Удмуртської АРСР від 27 листопада 1967 року було ліквідовано присілок Лебедевка. Указом президії ВР Удмуртської АРСР від 25 березня 1971 року зі складу Алнаської сільради передано виселок Виль-Шудья. Указом президії ВР Удмуртської АРСР від 2 квітня 1973 року було ліквідовано починок Башкировка. Указом президії ВР Удмуртської АРСР від 30 листопада 1976 року було ліквідовано починок Мочаловка.
Азаматовське сільське поселення було утворене 1 січня 2005 року шляхом перетворення Азаматовської сільради у рамках муніципальної реформи у Росії.
Голови поселення
- 2005-2008 — Бікузіна Надія Семенівна
- з 2008 — Лебедєв Петро Миколайович

## Населення
Населення — 1187 осіб (2018; 1260 у 2015, 1353 у 2012, 1397 у 2010, 1528 у 2002).
У національному поділі більшість складають удмурти, є також росіяни, вірмени та українці.

## Склад
До складу поселення входять такі населені пункти:
| Населений пункт         | Населення, осіб (2002) | Населення, осіб (2010) | Населення, осіб (2012) |
| ----------------------- | ---------------------- | ---------------------- | ---------------------- |
| Азаматово, присілок     | 366                    | 346                    | 318                    |
| Виль-Шудья, присілок    | 14                     | 8                      | 8                      |
| В'язовка, присілок      | 67                     | 60                     | 59                     |
| Ключевка, присілок      | 6                      | 3                      | 4                      |
| Кузюмово, присілок      | 444                    | 391                    | 380                    |
| Медведка, присілок      | 8                      | 0                      | 0                      |
| Сосновка, присілок      | 51                     | 45                     | 45                     |
| Холодний Ключ, присілок | 6                      | 6                      | 5                      |
| Чемошур-Куюк, присілок  | 366                    | 356                    | 355                    |
| Шайтаново, присілок     | 200                    | 182                    | 179                    |

## Господарство
В поселенні діють середня (Азаматово), основна (Чемошур-Куюк), початкова (Кузюмово) та початкова школа-садочок (Шайтаново), 3 садочки (Азаматово, Кузюмово, Чемошур-Куюк), 2 бібліотеки, будинок культури, культурний центр (відремонтований 2010 року), 4 фельдшерсько-акушерських пункти (Азаматово, Кузюмово, Чемошур-Куюк, Шайтаново; до 2005 року діяв також ФАП у Сосновці), 4 кладовища (Азаматово, Ключевка, Чемошур-Куюк, Шайтаново), 6 магазинів (Азаматово, Кузюмово, Чемошур-Куюк, Шайтаново).
Поселення цілком сільськогосподарське, діє одне ТОВ «Решительний». Основні показники станом на 2011 рік: зернові 4736 тон, врожайність 19,5 ц/га, поголів'я великої рогатої худоби 2033, свиней 142, коней 45, виробництво м'яса 239 тон, молока 3622 тон, надій 4,8 тон. Телефонізовано 7 населених пунктів. 6 населених пунктів газифіковано.
Планується будівництво школи у присілку Шайтаново, 2010 року відремонтовано культурний центр у присілку Азаматово, 2011 року — школу у присілку Чемошур-Куюк, міст через річку у присілку Кузюмово та автодорога Азаматово-Шайтаново. У присілку Азаматово збудовано став площею 0,7 га та глибиною 3 м. 2010 року на місці зниклих присілків встановлено стели; також відремонтовано 4 пам'ятники та один обеліск. З 2009 року ведеться будівництво молочної ферми у присілку Азаматово.